# Глуво
Глуво (мкд. Глуво) је насеље у Северној Македонији, у северном делу државе. Глуво је насеље у оквиру општине Чучер-Сандево.
Глуво има велики значај за српску заједницу у Северној Македонији, пошто Срби чине мањину у насељу.
Према предању, у насељу су живели оглувљени становници у боју на Косову, по којима је добило име.

## Географија
Глуво је смештено у северном делу Северне Македоније. Од најближег града, Скопља, село је удаљено 10 km северно.
Село Глуво се налази у историјској области Црногорје, у јужној подгорини Скопске Црне горе, на приближно 410 метара надморске висине. Северно од насеља издиже се планина, а јужно се пружа Скопско поље.
Месна клима је континентална.

## Историја
Глуво је 1899. године било наклоњено Србима и имало је тада 38 српских кућа. Ка Бугарима је било оријентисано 28 кућа.
У месту је православна црква посвећена Св. Николи, у којој је 1900. године био парох, поп Илија Поповић. Храм је на северном крају села, а у порти се налазила и српска школа. Становници су се бавили земљорадњом и сточарством, и били мирни и побожни људи. Свака породица је славила своју кућну породичну славу, а место - заједничку празник Летњег Св. Николу. Сваке године прослављана је ту школска слава Савиндан. Тако је 1900. године кум школске славе био Михаило Пижевић а светосавску беседу одржао учитељ Тодор Паламаревић.

## Становништво
Глуво је према последњем попису из 2021. године имало 207 становника. Почетком 20. века Срби су били искључиво становништво у селу.
Претежна вероисповест месног становништва је православље.
| Национални састав према попису из 2021.‍ | Национални састав према попису из 2021.‍ | Национални састав према попису из 2021.‍ | Национални састав према попису из 2021.‍ | Национални састав према попису из 2021.‍ |
| --------------------------------------- | --------------------------------------- | --------------------------------------- | --------------------------------------- | --------------------------------------- |
|                                         |                                         |                                         |                                         |                                         |
| Македонци                               | Македонци                               |                                         | 171                                     | 82,6%                                   |
| Срби                                    | Срби                                    |                                         | 28                                      | 13,5%                                   |